# Sacha Ivanov
Sacha Ivanov, pseudoniem van Rachel Carolina Maria Van Overbeke (Gent, 7 maart 1888 - 31 juli 1943), was een Vlaams schrijver van pulpliteratuur.

## Levensloop
Van beroep onderwijzeres en winkelierster, trouwde ze in 1921 met René Gaston Raymond Ysebie (pseudoniem Reinier Ysabie).
Toen ze begon te schrijven deed ze dit onder de naam Sacha Ivanov. Dit pseudoniem was afgeleid van haar naam als gehuwde vrouw, Ysebie-Van Overbeke, waarbij de Y werd veranderd in I. Bij zo een naam paste een Russische voornaam. Weinig lezers wisten dat onder die mannelijke auteursnaam een Gentse vrouw schuil ging.
Bij haar geboorte woonde ze in de Zaaimanstraat (nu Dobbelslot, tussen de Sint-Margrietstraat en de Tichelrei). In 1908 verhuisde zij naar de Rodelijvekensstraat, in 1923 naar Sint-Martens-Latem en na haar huwelijk naar Leuven. In 1938 keerde zij terug naar Gent en woonde zij aan de Geldmunt.
Haar literaire productie was aanzienlijk. Tussen 1936 en haar dood schreef zij bijna 300 wekelijks verschijnende populaire korte verhalen in de reeks Ivanov's verteluurtjes (in het Frans Récits express). Daarnaast schreef ze ook de Ivanov's romans en de Ivanov's kleine romans.
In 1935 richtte haar echtgenoot in Leuven een uitgeverij op, onder de naam Erasmus, hoofdzakelijk bestemd voor het publiceren en commercialiseren van werk van Sacha Ivanov. In 1939 keerde het echtpaar naar Gent terug en vestigde de uitgeverij zich in de Zeugsteeg-Geldmunt. De uitgeverij werd omgedoopt in Ivanov - Castrum. Ze werd in 1978 opgeslorpt door de Nederlandse uitgeverij Heisterkamp, en blijft onder verschillende opeenvolgende namen voortbestaan tot heden.
In juli 1943 overleed Rachel Van Overbeke aan kanker. Ze werd begraven op het kerkhof van Mariakerke-Gent. Na hun dood werden in hetzelfde graf de stoffelijke overschotten bijgezet van haar echtgenoot, van zijn tweede vrouw Julia Cocquyt en van die haar zuster.
De familie beging wel een fout door tijdens de Tweede Wereldoorlog de detectiveverhalen met als hoofdpersoon inspecteur Robert, te herdrukken en te koop aan te bieden in Duitsland aan de daar tewerkgestelde Vlamingen. Deze 'medewerking met de vijand' bezorgde de uitgeverij tijdelijke moeilijkheden en schoonzoon Antoon Mortier liep een veroordeling op.

## Na haar dood
Het succes van de Ivanov-boekjes werd na de dood van de schrijfster en na het einde van de oorlog, verdergezet met heruitgaven van vroegere titels, terwijl haar echtgenoot, hun dochter Regina Ysebie (1925-1986) en hun schoonzoon Antoon Mortier (1919-2016) nieuwe romans schreven, die verschenen in de reeksen voor volwassenen Ivanov's detectiveromans, Ivanov's liefde- en mysterieromans en Ivanov's grote vervolgromans, en in de reeksen voor jongeren Ivanov's verteluurtjes en Ivanov's kleine romans. Deze laatsten voerden concurrentie met de door de abdij van Averbode uitgegeven Vlaamse Filmkens.
In 1997 organiseerde de Koninklijke Dekenij Patershol, tijdens de Patersholfeesten, een tentoonstelling over de Ivanovskes. Deze ging door in de gewezen brouwerij van het Caermersklooster (Trommelstraat). Ze was getiteld: Toen opa nog een rakker was.
De verhalen en romans door Sacha Ivanov behoren tot wat men pulpliteratuur of triviale literatuur noemt of ook als 'stationromannetjes' beschrijft. Ze waren inderdaad, dankzij een goede commercialisering in alle krantenstalletjes in de stations prominent aanwezig en geen enkele krantenwinkel of volkse boekhandel die ze niet prominent te koop aanbood.
Tot in de 21ste eeuw werd werk van Sacha Ivanov opnieuw uitgegeven. De herwerking gebeurde door Viv Reiniers, echtgenote van Reinier Mortier, zoon van Antoon Mortier en kleinzoon van Sacha Ivanov. In 2017 publiceerde uitgeverij Lecturium twee romans van Sacha Ivanov: Haar dubbelgangster en De prijs van haar dwaling.

## Publicaties
Enkele titels van Ivanovromans:
- Cowboy met de witte handschoenen.
- Het meisje met de robijnen.
- Het zilveren beest.
- Kolko en Solko: de lotgevallen van twee jongens onder de rode terreur.
- De misdaad van een moeder.
- De prijs van haar dwaling (heruitgave in 2017).
- Haar dubbelgangster (heruitgave in 2017).
- De behekste tijger, 1936.
- De bewaker van het gebergte, 1936.
- De dodende bliksem, 1937.
- De gangsters der zee, 1937.
- De gemaskerde ruiter, 1937.
- De schat van het bleekgezicht, 1937.
- De verlaten ranch, 1937.
- Het eiland der verschrikking, 1937.
- Het meisje met de robijnen, 1937.
- Pedro, de blanke geest van de prairie, 1937.
- Sancho, de gier van de pampa's, 1937.
- Het geheim van de zwarte kist, 1938.
- Wilde harten, 1947.
- Haar verdwenen zuster, 1952.